# Встречная полоса
«Встречная полоса» — пятнадцатый студийный альбом российской группы «Сплин», который вышел 25 мая 2018 года.

## Об альбоме
К работе над альбомом «Встречная Полоса» музыканты приступили сразу после выхода своей предыдущей номерной пластинки — альбома «Ключ к шифру». К весне 2017 года было готово уже восемь композиций, правда, ни одна из них публике представлена не была. Также музыканты не спешили озвучить название грядущего диска. Летом того же 2017 года Александр Васильев в интервью «Нашему радио» сообщил о том, что группа «Сплин» записала двенадцать новых песен, в том числе русскоязычную кавер-версию песни Джона Леннона, названную «Герой рабочего класса». Впрочем, тогда же Александр отметил, что её включение в пластинку находится под вопросом, поскольку официальное издание трека подразумевает улаживание вопросов с авторскими правами, что создает немало трудностей. Первым синглом с альбома «Встречная Полоса» стала композиция «Тепло родного дома». Её премьера состоялась 15 декабря 2017 года. Вторым синглом стал трек «Булгаковский марш», представленный публике в виде анимационного клипа 1 апреля 2018 года. Основная работа над материалом была проделана на собственной студии группы «Сплин». Однако чистовую версию пластинки музыканты отправились записывать на петербургскую студию «Добролет».

## Список композиций
Слова и музыка всех песен — Александр Васильев, за исключением 6 — Михаил Булгаков.
| №                   | Название                | Длительность |
| ------------------- | ----------------------- | ------------ |
| 1.                  | «Встречная полоса»      | 4:27         |
| 2.                  | «На утро»               | 4:03         |
| 3.                  | «Чей-то ребёнок»        | 3:09         |
| 4.                  | «Испанская инквизиция»  | 2:26         |
| 5.                  | «Тепло родного дома»    | 3:52         |
| 6.                  | «Булгаковский марш»     | 0:27         |
| 7.                  | «Шпионы»                | 1:46         |
| 8.                  | «Шаман»                 | 5:30         |
| 9.                  | «Когда пройдёт 100 лет» | 3:24         |
| 10.                 | «Волк»                  | 3:45         |
| 11.                 | «Яблоко»                | 3:07         |
| Общая длительность: | Общая длительность:     | 35:56        |

## Участники записи
| «Сплин» - Александр Васильев — вокал - Николай Ростовский — клавишные, сэмплы - Алексей Мещеряков — барабаны - Дмитрий Кунин — бас-гитара - Вадим Сергеев — гитары | - Андрей Алякринский — звукорежиссёр записи и сведения - Борис Истомин — мастеринг - Антон Рамирес — дизайн |

В записи также приняли участие другие музыканты: участники группы Ленинград и струнный квартет.

## Видеоклипы
| Год  | Клип              | Режиссёр         |
| ---- | ----------------- | ---------------- |
| 2018 | Булгаковский марш | Павел Ростовский |
| 2019 | Шаман             | Иван Егоров      |